# Margherita Angela Mastromauro
Margherita Angela Mastromauro (Bari, 18 settembre 1969) è una politica e imprenditrice italiana.

## Biografia
Laureata in Scienze Politiche ad indirizzo economico internazionale, ha frequentato la Luiss per la preparazione al concorso in carriera diplomatica. Entrata nell'azienda di famiglia, il Pastificio Riscossa di Corato, come responsabile delle relazioni aziendali, nel gennaio 2020 ne diviene Presidente.
È stata Presidente del settore agroalimentare e poi Vicepresidente della Confindustria di Bari,  componente del Comitato Mezzogiorno della Confindustria nazionale.
Vincitrice del premio Mela d'Oro 2006 della Fondazione Marisa Bellisario.
Il 14 aprile 2008 è stata eletta Deputato della Repubblica. Fino al 23 novembre 2009 è stata componente della VIII Commissione (Ambiente, territorio e lavori pubblici); dallo stesso giorno membro della X Commissione (Attività produttive, commercio e turismo).